# Federico Corriente Córdoba
Federico Corriente Córdoba (Granada, 14 de noviembre de 1940-Zaragoza, 16 de junio de 2020) fue un arabista, lexicógrafo y académico español que ocupó la silla K (mayúscula) en la Real Academia Española desde 2017 hasta 2020.

## Biografía
Federico Corriente Córdoba se licenció en Filología semítica por la Universidad Complutense de Madrid en 1963. Defendió su tesis doctoral titulada Problemática de la pluralidad en semítico: El plural fracto en la Facultad de Filosofía y Letras de la Universidad Complutense de Madrid el 23 de junio de 1967 ante el tribunal constituido por Francisco Cantera Burgos (presidente), Rafael de Balbín Lucas (vocal), Pedro Martínez Montávez (vocal) y Joaquín Vallvé Bermejo (vocal). El ponente (director) de la tesis fue el catedrático de Lengua Hebrea de la Universidad Complutense de Madrid Federico Pérez Castro. La tesis fue calificada de «Sobresaliente cum laude» y fue Premio Extraordinario (30 de mayo de 1968).
Ejerció la docencia de lenguas semíticas, en concreto el árabe, así como dialectología y literatura árabes en diversas universidades de países norteafricanos (Egipto y Marruecos), de Estados Unidos y de España (Complutense y Zaragoza).
Trabajó como director del Centro Cultural Español de El Cairo (1962-65). Fue profesor de español, de lingüística semítica y hebreo en la Universidad Muhammad V de Rabat (1965-68) y profesor de lingüística árabe en la Universidad Dropsie de Filadelfia (EE. UU.) (1968-70). Fue investigador científico de semítica en el Instituto Arias Montano del C.S.I.C. Fue catedrático de estudios árabes e islámicos en la Universidad de Zaragoza (1976-86, y a partir de 1991) y catedrático de estudios árabes e islámicos en la Universidad Complutense de Madrid (1986-91).
El 6 de abril de 2017 fue elegido por la Real Academia Española como académico de número para ocupar la silla de la letra K (mayúscula), vacante desde el fallecimiento de Ana María Matute, la cual tomó posesión el 20 de mayo de 2018.
Falleció en la ciudad de Zaragoza el 16 de junio de 2020 a los 79 años.

## Obras
Entre sus obras en el campo de la docencia, tienen especial mención  el Diccionario español-árabe (Madrid: IHAC, 1970), con numerosas reimpresiones entre las cuales destaca la del Cairo (Maktab, Uzirs, 1996) o la de Barcelona (Herder, 1991), actualizado con la colaboración de Ignacio Ferrando, el Diccionario de arabismos, el Nuevo diccionario español-árabe, el Diccionario avanzado árabe y la Introducción a la gramática y textos árabes.

## Reconocimientos
El 10 de febrero de 2015 fue investido doctor honoris causa por la Universidad de La Laguna siendo rector el profesor D. Eduardo Doménech Martínez.
Desde 2010 ha sido miembro de la Sección de Filología del Instituto de Estudios Canarios.